# 流 (信息技術)
流（Stream）是计算机科学中对“可操作的字节序列”的抽象，文件、IO设备、进程中通信管道或TCP/IP套接字都提供流。

## 定义
根据流的来源和载体不同，可以分为文件流、内存流、网络流、字符流等。
对流可以进行三种操作，即写入（Write）、读取（Read）和查找（Seek），但不是所有的流都支持这三种操作，只能读取的流叫做只读流。
流可以具有缓冲区（Buffer），以对读写数据进行缓冲，例如，向低速存储设备的写入操作通常需要缓冲流，以避免IO密集性访问。

## C#实现
在C#中，所有流的基础是 System.IO.Stream 类型，其它流都是从它派生的，常用的有 System.IO.BufferedStream，System.IO.FileStream，System.IO.MemoryStream 等。

System.IO.Stream 定义于 System.Runtime.dll 程序集中，定义如下。
```
public
 
abstract
 
class
 
Stream
 
:
 
MarshalByRefObject
,
 
IAsyncDisposable
,
 
IDisposable

```

通过 Stream 类型的三个只读属性 CanRead，CanWrite 和 CanSeek 可以查询流的功能。
Stream 类型的具体信息可在.NET API浏览器 （页面存档备份，存于）中查询。